# Софтуер за електроенергетика
Софтуер за електроенергетика е широк спектър от софтеурни програми и алгоритми, който се използват за създаване на модели, анализиране или изчисляване на проектирането на електроцентрали, въздушни електропроводи, предавателни кули, електрически мрежи, системи за заземяване и осветление [необходими за изясняване] и други. Това е вид приложен софтуер, който се използва за проблеми в енергетиката, които се трансформират в математически изрази.

## История
Първият софтуер за енергетиката е създаден в края на 60-те години. Първият софтуер е създаден за мониторинг на електроцентралите. През следващите десетилетия енергийната и компютърната технология се развиват много бързо. Създадени са и софтуер, който събира данните за електроцентралите. Един от първите компютърни езици, които са били използвани в ядренитеи в термичните централи са C (програмен език). През следващите години навлиза и програмния език Python. Във френските ядрени централи един от най-използваните компютърни езици е Python. В края на 80-те години бяха разработени първите програми и платформи за моделиране на електрическата мощност.

## Софтуер за ВЕИ
Компютърните езици C, C++, Java, VHDL са най-използваните при програмиране на микроконтролери за ВЕИ.